# Потоцький Микола Юрійович
Микола Юрійович Потоцький (нар. 8 грудня 1982 року, м. Шпротава, Польща) – заступник директора Українського національного офісу інтелектуальної власності та інновацій, доктор юридичних наук. Юрист у сфері інтелектуальної власності з понад 20-річним досвідом практичної, наукової, викладацької діяльності та правотворчої  роботи.

#### Освіта
У 2004 році закінчив Міжрегіональну Академію управління персоналом за спеціальністю «Правознавство» та здобув кваліфікацію юриста (диплом з відзнакою).
У 2008 році закінчив Державний інститут інтелектуальної власності за спеціальністю «Інтелектуальна власність» та здобув кваліфікацію «керівник установи (структурного підрозділу) з інтелектуальної власності» (диплом з відзнакою).
У 2017 році закінчив Національний університет  «Одеська юридична академія» та здобув кваліфікацію професіонала з інноваційної діяльності (диплом з відзнакою).
У 2024 році закінчив Навчально-науковий інститут публічного управління та державної служби Київського національного університету імені Тараса Шевченка за спеціальністю «публічне управління та адміністрування» та здобув кваліфікацію державного експерта (диплом з відзнакою).

#### Кар'єра
З 2003 року до 2009 року працював в ДП «Український інститут промислової власності» та Державному департаменті інтелектуальної власності Міністерства освіти і науки України.
У 2009–2012 роках – заступник директора патентно-юридичних компаній «P&M Partners» та «DD&I IP Agency».
Протягом 2012–2021 років працював у ДП «Український інститут промислової власності» (згодом – Український інститут інтелектуальної власності, Укрпатент), в якому обіймав різні керівні посади: заступника начальника відділу організації судового захисту прав, начальника відділу організації захисту прав та розгляду звернень громадян, начальника відділу сприяння захисту прав, директора з питань права та адміністрування державних реєстрів.
Протягом 2012–2019 років – помічник-консультант народного депутата України. 
З 2021 року до 2023 року працював радником патентно-юридичної агенції «Дубинський & Ошарова».
У січні 2023 року долучився до команди Українського національного офісу інтелектуальної власності та інновацій, займав посаду радника директора УКРНОІВІ, а з 27 грудня 2024 року – заступник директора УКРНОІВІ.

#### Участь у роботі колегіальних органів
У 2020 році очолював Апеляційну палату Міністерства розвитку економіки, торгівлі та сільського господарства України і був заступником голови Комісії щодо погодження питань про внесення позначення, що містить офіційну назву держави «Україна», до знака для товарів і послуг.
У 2024 році став членом Комісії з надання дозволу на використання в торговельній марці офіційної назви та міжнародного літерного коду держави Україна та/або на включення до зображення торговельної марки імітації малого Державного Герба України.

#### Адвокатська та інша професійна діяльність
У січні 2010 року був атестований як представник у справах інтелектуальної власності (патентний повірений).
У лютому 2011 року отримав свідоцтво про право на зайняття адвокатською діяльністю.
Упродовж 2019–2022 років очолював Комітет з інтелектуальної власності, що діє у складі Національної асоціації адвокатів України.
Право на зайняття адвокатською діяльністю та право на зайняття діяльністю патентного повіреного зупинив наприкінці 2022 року у зв’язку з долученням до команди Українського національного офісу інтелектуальної власності та інновацій.

#### Наукова, викладацька та правотворча діяльність
У 2009 році здобув науковий ступінь кандидата юридичних наук за спеціальністю «Теорія та історія держави і права; історія політичних і правових учень». У 2014 році здобув науковий ступінь доктора юридичних наук за спеціальністю «Господарське право, господарсько-процесуальне право».
З 2010 року викладає в закладах вищої освіти України: Міжрегіональній Академії управління персоналом, Державному інституті інтелектуальної власності, Інституті інтелектуальної власності НУ «Одеська юридична академія» (м. Київ).
У 2014–2021 роках очолював екзаменаційну комісію юридичного факультету КНУ імені Тараса Шевченка (пізніше – Навчально-науковий інститут права КНУ імені Тараса Шевченка).
З 2017 року є лектором Вищої школи адвокатури НААУ. 
З 2021 року до 2022 року був провідним науковим співробітником та членом вченої ради НДІ інтелектуальної власності НАПрН України.
Автор понад ста наукових публікацій, присвячених питанням права інтелектуальної власності, господарсько-процесуального права, публічного управління; монографії «Господарсько-правовий захист інтелектуальної власності в Україні», співавтор науково-практичного коментаря «Цивільний кодекс України. Том 4. Право інтелектуальної власності».
Долучався до розробки проєктів Національної стратегії розвитку сфери інтелектуальної власності в Україні на 2020–2025 роки, Національної стратегії розвитку сфери інтелектуальної власності України до 2030 року.
Долучався до розробки проєктів Законів України «Про внесення змін до деяких законодавчих актів України щодо реформи патентного законодавства», «Про внесення змін до деяких законодавчих актів України щодо посилення охорони і захисту прав на торговельні марки і промислові зразки та боротьби з патентними зловживаннями», «Про внесення змін до деяких законодавчих актів України щодо посилення захисту прав інтелектуальної власності», «Про захист інтересів осіб у сфері інтелектуальної власності під час дії воєнного стану, введеного у зв’язку із збройною агресією Російської Федерації проти України».
Долучався до розробки проєктів змін до:
- Порядку сплати зборів за дії, пов’язані з охороною прав на об’єкти інтелектуальної власності, затвердженого постановою Кабінету Міністрів України від 23.12.2004 № 1716[13];
- Регламенту Апеляційної палати Національного органу інтелектуальної власності, затвердженого наказом Міністерства економіки України від 23.11.2023 №7768[14];
- Положення про представників у справах інтелектуальної власності (патентних повірених) та внесення змін до положень з питань атестації та ведення державного реєстру представників у справах інтелектуальної власності (патентних повірених), затвердженого наказом Міністерства економіки України від 29.12.2023 № 20599[15];
- Правил складання, подання заявки на торговельну марку, заявки на міжнародну реєстрацію торговельної марки та проведення експертизи заявки на торговельну марку, міжнародної реєстрації торговельної марки з поширенням на Україну, затвердженого наказом Міністерства економіки України від 06.08.2024 №19889[16];
- Положення про Комісію з надання дозволу на використання в торговельній марці офіційної назви та міжнародного літерного коду держави Україна та/або на включення до зображення торговельної марки імітації малого Державного Герба України, затвердженого наказом Міністерства економіки України від 20.12.2023 №19944[17];
- Правил складання і подання заявки на промисловий зразок та проведення експертизи заявки на промисловий зразок і міжнародної реєстрації промислового зразка, затвердженого наказом Міністерства економіки України від 07.03.2024 №6237;
- Правил складання, подання та проведення експертизи заявки на винахід і заявки на корисну модель, затвердженого наказом Міністерства економіки України від 09.09.2024 № 23301[18].

У грудні 2024 року – учасник української делегації під час двосторонньої зустрічі України та Європейської Комісії в межах скринінгу відповідності українського законодавства праву ЄС за переговорним розділом 7 «Право інтелектуальної власності» кластеру 2 «Внутрішній ринок», яка відбулася в Брюсселі (Бельгія). Презентував Єврокомісії питання відповідності законодавства України щодо комерційної таємниці, компонувань напівпровідникових виробів та промислових зразків праву ЄС.

#### Громадська діяльність
З 2005 року – член ВГО «Асоціація правників України», а згодом – заступник голови Комітету АПУ з інтелектуальної власності та рекламного права, член ради цього Комітету. 
У 2011 році – заступник голови Комісії з питань інтелектуальної власності ICC Ukraine. 
3 2012 року – член ВГО «Асоціація адвокатів України», а згодом – голова секції інтелектуальної власності та голова комітету публічного права ААУ
У 2015 році – співзасновник ГО «КЛУБ ІНТЕЛЕКТУАЛЬНОЇ ВЛАСНОСТІ».
З 2021 року – член ГО «Національна асоціація патентних повірених України», а згодом – член правління Асоціації. 
З квітня 2022 року до квітня 2023 року очолював Благодійну організацію «Благодійний фонд “НАПА”», створення якої було обумовлене збройною агресією рф проти України, необхідністю соціальної та гуманітарної допомоги членам НАПА.

#### Відзнаки
У 2019 році отримав найвищу нагороду Національної асоціації адвокатів України — орден «Видатний адвокат України».
У 2019 році отримав подяку Міністерства економічного розвитку і торгівлі України.